# Росламбейчик
Росламбе́йчик — бывшее село в Кизлярском районе Дагестана.

## География
Располагалось на берегу Аграханского залива, на так называемой Росламбековой косе.

## История
Село образовано русскими переселенцами в конце XIX века как рыбный промысел на Аграханском заливе. С середины 50-х годов село начинает приходить в упадок, что было связано с истощением рыбных запасов Каспия. В начале 60-х годов, на волне укрепления колхозов и переселения неперспективных сёл, жителей села переселили в село Новый Бирюзяк.

## Население
По данным на 1914 г. промысел состоял из 54 дворов, в которых проживало 290 человек, в том числе 150 мужчин и 140 женщин, русские, старообрядцы.
По данным Всесоюзной переписи населения 1926 года:
| № | Национальность | Число хозяйств | Численность, чел. | Доля   |
| - | -------------- | -------------- | ----------------- | ------ |
| 1 | русские        | 42             | 164               | 95,3 % |
| 2 | румыны         | 1              | 7                 | 4,1 %  |
| 3 | кумыки         | 1              | 1                 | 0,6 %  |

## Факты
Название сохранилось в названии канала Росламбейчик, который протекает по территории бывшего села.